# U22 (album)
U22 ili službeno U22 (A 22 Track Live Collection From U2360°), službeno je izdanje kompilacije uživo snimljenih pjesama irske rock grupe U2 s turneje U2 360°.
Inicijativa za izdavanje albuma pokrenuta je putem službene stranice U2.com u listopadu 2011. Ideja je bila da se registriranom članstvu ponude jednoipol minutni isječci 46 pjesama, a članovi svojim elektronskim glasovanju odaberu 22 pjesme koje će se naći na završnoj kompilaciji, koju uređuju sami članovi skupine U2.

## Popis ponuđenih pjesama
1. 40
2. All I Want Is you
3. Angel Of Harlem
4. Bad
5. Beautiful Day - snimljeno 10. kolovoza 2009. na Stadionu Maksimir u Zagrebu
6. Breathe
7. City Of Blinding Lights
8. Desire
9. Electrical Storm
10. Elevation
11. Even Better Than The Real Thing
12. Get On Your Boots
13. Hold Me, Thrill Me, Kiss Me, Kill Me
14. I'll Go Crazy If I Don't Go Crazy Tonight
15. In A Little While
16. I Still Haven't Found What I'm Looking For
17. I Will Follow
18. Magnificent
19. Miss Sarajevo
20. Moment Of Surrender
21. Mothers Of The Disappeared
22. Mysterious Ways
23. New Year's Day
24. No Line On The Horizon
25. One
26. One Tree Hill
27. Out Of Control
28. Party Girl
29. Pride (In The Name Of Love)
30. Return Of The Stingray Guitar
31. Scarlet
32. Spanish Eyes
33. Stay (Faraway, So Close!)
34. Stuck In A Moment You Can't Get Out Of
35. Sunday Bloody Sunday
36. The Fly
37. The Unforgettable Fire
38. Ultraviolet (Light My Way)
39. Unknown Caller
40. Until The End Of The World
41. Vertigo
42. Walk On - snimljeno 9. kolovoza 2009. na Stadionu Maksimir u Zagrebu, zajedno s pjesmom MLK
43. Where The Streets Have No Name
44. With Or Without You
45. Your Blue Room
46. Zooropa

Podebljano su označene skladbe koje su odabrane i našle se na albumu U22. Pjesma Unknown Caller nije objavljena na albumu, ali ju registrirani članovi mogu skinuti sa službene stranice grupe, uz još 12 pjesama koje su se našle na albumu.
Svima registriranim članovima stranice U2.com 30. svibnja 2012. na kućne adrese poslan je po primjerak albuma koji se sastoji od dvostrukog CD-a i priložene knjižice s turneje U2 360°.